# هاینتس یوست
هاینتس یوست (به آلمانی: Heinz Jost) (زاده ۹ ژوئیه ۱۹۰۴ – مرگ ۱۲ نوامبر ۱۹۶۴) یک حقوقدان و ژنرال آلمانی در دوره رایش سوم و از ۲۹ مارس ۱۹۴۲ تا ۲ سپتامبر ۱۹۴۲ فرمانده گردان آ (A) نیروهای اقدام ویژه در کشورهای حوزه دریای بالتیک بود.